# シリアス・ムーンライト・ツアー

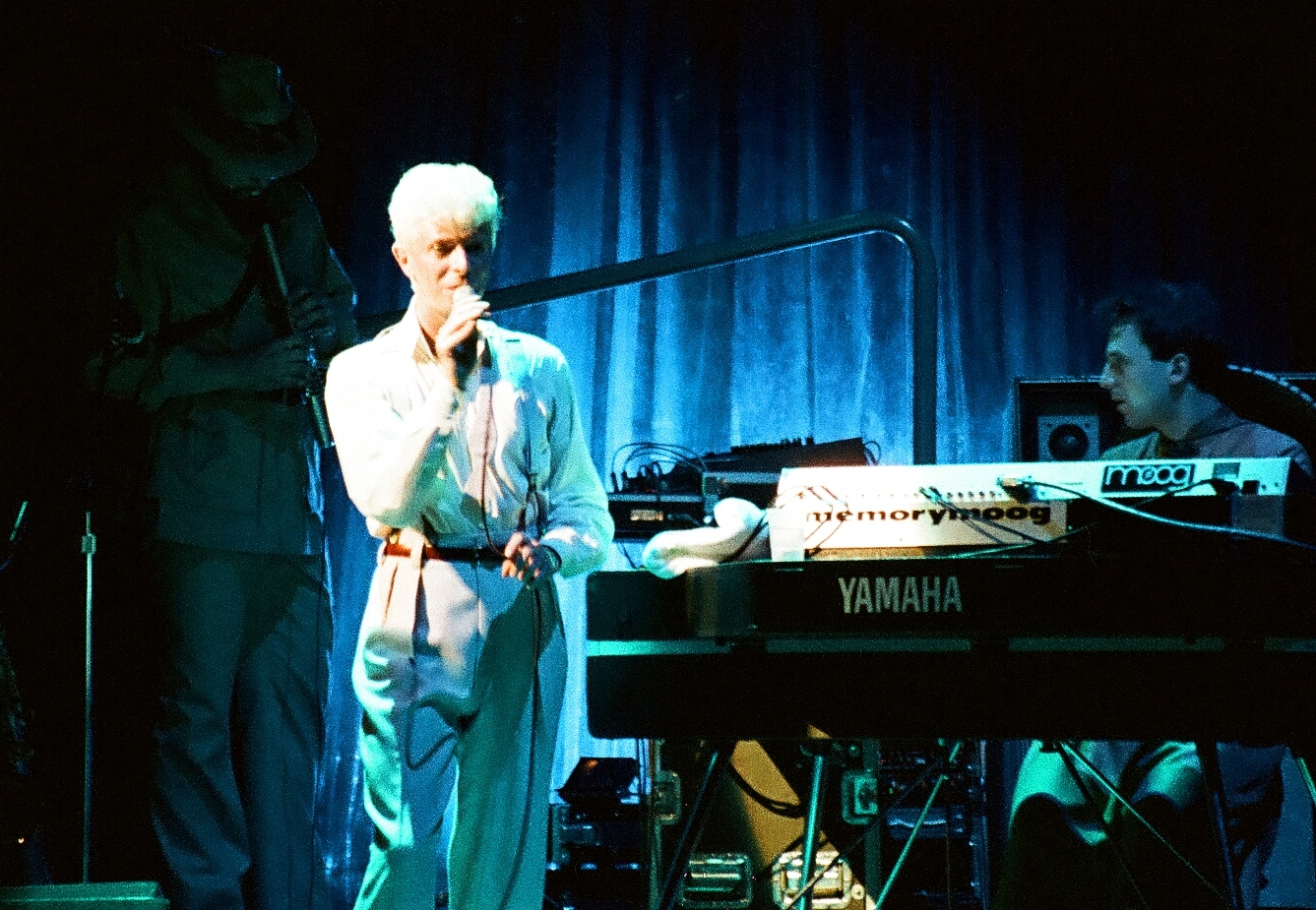
1983年11月のオセアニア公演での写真

シリアス・ムーンライト・ツアー（英語: Serious Moonlight Tour)は、イギリスのミュージシャンであるデヴィッド・ボウイが1983年に行った、アルバム『レッツ・ダンス』のリリースに伴うコンサート・ツアー。15か国で合計96公演が行われ、260万枚以上のチケットが販売された。
9月12日のバンクーバー公演の映像は1984年に『シリアス・ムーンライト』というタイトルでリリースされた。2018年には、7月13日のモントリオール公演で録音された「モダン・ラヴ」が追加された物が、ボックス・セット『ラヴィング・ジ・エイリアン (1983-1988)』に収録されているCDの1つとしてリリースされ、2019年には単体のライブ・アルバムとしてリリースされた。

## セットリスト
これは1983年7月13日にカナダのモントリオールで行われたライブのセットリストであり、ツアー期間中の全てのセットリストを表すものではない。
1. 怒りをこめてふり返れ（英語版）
2. 壊れた鏡（英語版）
3. スケアリー・モンスターズ（アンド・スーパー・クリプス)（英語版）
4. 愛しき反抗
5. ヒーローズ
6. ホワット・イン・ザ・ワールド（英語版）
7. 火星の生活
8. 愛の悲しみ（英語版）
9. ゴールデン・イヤーズ（英語版）
10. ファッション（英語版）
11. レッツ・ダンス
12. レッド・セイル
13. チャイナ・ガール
14. ホワイト・ライト/ホワイト・ヒート（英語版）
15. ステイション・トゥ・ステイション（英語版）
16. 気のふれた男優（英語版）
17. アッシュズ・トゥ・アッシュズ（英語版）
18. スペイス・オディティ
19. ヤング・アメリカンズ
20. キャット・ピープル
21. TVC 15 (ワン・ファイヴ)（英語版）
22. フェイム
アンコール
23. スター
24. ステイ（英語版）
25. ジーン・ジニー（英語版）
26. アイ・キャント・エクスプレイン
27. モダン・ラヴ（英語版）

## 演奏された曲
『スペイス・オディティ』から
- スペイス・オディティ

『ハンキー・ドリー』から
- 火星の生活

『ジギー・スターダスト』から
- 魂の愛
- スター
- 君の意志のままに

『アラジン・セイン』から
- 気のふれた男優
- ジーン・ジニー

『ピンナップス』から
- アイ・キャント・エクスプレイン
- 愛の悲しみ

『ダイアモンドの犬』から
- 愛しき反抗

『ヤング・アメリカンズ』から
- ヤング・アメリカンズ
- フェイム

『ステイション・トゥ・ステイション』から
- ステイション・トゥ・ステイション
- ゴールデン・イヤーズ
- TVC15 (ワン・ファイヴ)
- ステイ
- 野生の息吹き

『ロウ』から
- 壊れた鏡
- ホワット・イン・ザ・ワールド

『ヒーローズ』から
- ライオンのジョー
- ヒーローズ

『ロジャー (間借人)』から
- レッド・セイル
- 怒りをこめてふり返れ

『スケアリー・モンスターズ』から
- スケアリー・モンスターズ (アンド・スーパー・クリプス)
- アッシュズ・トゥ・アッシュズ
- ファッション

『レッツ・ダンス』から
- モダン・ラヴ
- チャイナ・ガール
- レッツ・ダンス
- キャット・ピープル

その他の曲
- イマジン
- ホワイト・ライト/ホワイト・ヒート

## 参加ミュージシャン

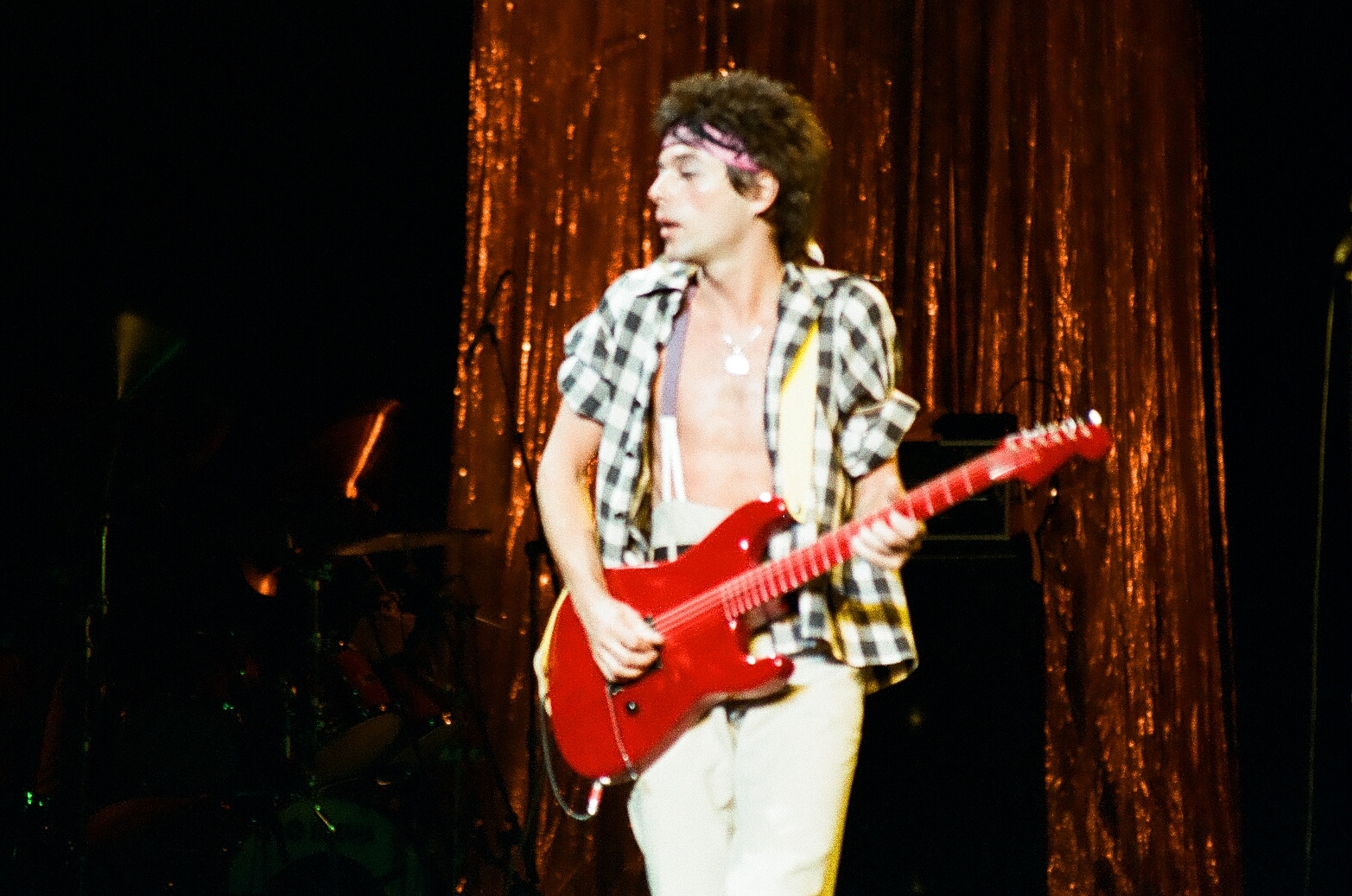
11月4日のパース公演でのアール・スリック

- デヴィッド・ボウイ – ボーカル、ギター、サクソフォーン
- アール・スリック（英語版） – ギター
- ミック・ロンソン - ギター (1983年9月4日のみ)
- カルロス・アロマー（英語版） – ギター、バッキング・ボーカル、音楽ディレクター
- カーマイン・ロハス（英語版） – ベース
- トニー・トンプソン – ドラムス、パーカッション
- デイヴ・レボルト – キーボード、シンセサイザー
- スティーヴ・エルソン – サクソフォーン
- スタン・ハリソン（英語版） – サクソフォーン、木管楽器
- レニー・ピケット（英語版） – サクソフォーン、木管楽器
- ジョージ・シムズ – バッキング・ボーカル
- フランク・シムズ – バッキング・ボーカル

## ツアー日程
| 日付           | 都市                 | 国               | 会場                                           | 観客数                |
| ヨーロッパ     | ヨーロッパ           | ヨーロッパ       | ヨーロッパ                                     | ヨーロッパ            |
| -------------- | -------------------- | ---------------- | ---------------------------------------------- | --------------------- |
| 1983年5月18日  | ブリュッセル         | ベルギー         | フォレスト・ナショナル                         |                       |
| 1983年5月19日  | ブリュッセル         | ベルギー         | フォレスト・ナショナル                         |                       |
| 1983年5月20日  | フランクフルト       | 西ドイツ         | フェストハレ・フランクフルト                   |                       |
| 1983年5月21日  | ミュンヘン           | 西ドイツ         | オリンピアハレ                                 |                       |
| 1983年5月22日  | ミュンヘン           | 西ドイツ         | オリンピアハレ                                 |                       |
| 1983年5月24日  | リヨン               | フランス         | パレ・デ・スポール・ド・リヨン                 |                       |
| 1983年5月25日  | リヨン               | フランス         | パレ・デ・スポール・ド・リヨン                 |                       |
| 1983年5月26日  | フレジュス           | フランス         | アレーヌ・ド・フレジュス                       |                       |
| 1983年5月27日  | フレジュス           | フランス         | アレーヌ・ド・フレジュス                       |                       |
| 1983年5月29日  | ナント               | フランス         | スタッド・ドゥ・ラ・ボージョワール             |                       |
| 北米           |                      |                  |                                                |                       |
| 1983年5月30日  | サンバーナーディーノ | アメリカ合衆国   | グレン・ヘレン地方公園                         | 300,000               |
| ヨーロッパ     |                      |                  |                                                |                       |
| 1983年6月2日   | ロンドン             | イングランド     | ウェンブリー・アリーナ                         |                       |
| 1983年6月3日   | ロンドン             | イングランド     | ウェンブリー・アリーナ                         |                       |
| 1983年6月4日   | ロンドン             | イングランド     | ウェンブリー・アリーナ                         |                       |
| 1983年6月5日   | バーミンガム         | イングランド     | バーミンガム・インターナショナル・アリーナ     |                       |
| 1983年6月6日   | バーミンガム         | イングランド     | バーミンガム・インターナショナル・アリーナ     |                       |
| 1983年6月8日   | パリ                 | フランス         | オートゥイユ競馬場                             | 120,000               |
| 1983年6月9日   | パリ                 | フランス         | オートゥイユ競馬場                             | 120,000               |
| 1983年6月11日  | ヨーテボリ           | スウェーデン     | ウッレヴィ                                     | 58,000–60,000         |
| 1983年6月12日  | ヨーテボリ           | スウェーデン     | ウッレヴィ                                     |                       |
| 1983年6月15日  | ボーフム             | 西ドイツ         | ルールシュタディオン                           |                       |
| 1983年6月17日  | バート・ゼーゲベルク | 西ドイツ         | カルクベルクシュタディオン                     |                       |
| 1983年6月18日  | バート・ゼーゲベルク | 西ドイツ         | カルクベルクシュタディオン                     |                       |
| 1983年6月20日  | 西ベルリン           | 西ベルリン       | ヴァルトビューネ                               |                       |
| 1983年6月24日  | オッフェンバッハ     | 西ドイツ         | シュタディオン・アム・ビーベラー・ベルク       |                       |
| 1983年6月25日  | ロッテルダム         | オランダ         | フェイエノールト・スタディオン                 |                       |
| 1983年6月26日  | ロッテルダム         | オランダ         | フェイエノールト・スタディオン                 |                       |
| 1983年6月28日  | エディンバラ         | スコットランド   | マレーフィールド・スタジアム                   | 47,444                |
| 1983年6月30日  | ロンドン             | イングランド     | ハマースミス・オデオン                         | 2,120                 |
| 1983年7月1日   | ミルトン・キーンズ   | イングランド     | ミルトン・キーンズ・ボウル                     | 174,984 (3日分の合計) |
| 1983年7月2日   | ミルトン・キーンズ   | イングランド     | ミルトン・キーンズ・ボウル                     | 174,984 (3日分の合計) |
| 1983年7月3日   | ミルトン・キーンズ   | イングランド     | ミルトン・キーンズ・ボウル                     | 174,984 (3日分の合計) |
| 北米           |                      |                  |                                                |                       |
| 1983年7月11日  | ケベック・シティー   | カナダ           | コリゼ・デ・ケベック                           | 14,400                |
| 1983年7月12日  | モントリオール       | カナダ           | モントリオール・フォーラム                     |                       |
| 1983年7月13日  | モントリオール       | カナダ           | モントリオール・フォーラム                     |                       |
| 1983年7月15日  | ハートフォード       | アメリカ合衆国   | ハートフォード・シビック・センター             |                       |
| 1983年7月16日  | ハートフォード       | アメリカ合衆国   | ハートフォード・シビック・センター             |                       |
| 1983年7月18日  | フィラデルフィア     | アメリカ合衆国   | スペクトラム                                   |                       |
| 1983年7月19日  | フィラデルフィア     | アメリカ合衆国   | スペクトラム                                   |                       |
| 1983年7月20日  | フィラデルフィア     | アメリカ合衆国   | スペクトラム                                   |                       |
| 1983年7月21日  | フィラデルフィア     | アメリカ合衆国   | スペクトラム                                   |                       |
| 1983年7月23日  | シラキュース         | アメリカ合衆国   | キャリアー・ドーム                             |                       |
| 1983年7月25日  | ニューヨーク         | アメリカ合衆国   | マディソン・スクエア・ガーデン                 |                       |
| 1983年7月26日  | ニューヨーク         | アメリカ合衆国   | マディソン・スクエア・ガーデン                 |                       |
| 1983年7月27日  | ニューヨーク         | アメリカ合衆国   | マディソン・スクエア・ガーデン                 |                       |
| 1983年7月29日  | リッチフィールド     | アメリカ合衆国   | リッチフィールド・コロシアム                   |                       |
| 1983年7月30日  | デトロイト           | アメリカ合衆国   | ジョー・ルイス・アリーナ                       |                       |
| 1983年7月31日  | デトロイト           | アメリカ合衆国   | ジョー・ルイス・アリーナ                       |                       |
| 1983年8月1日   | ローズモント         | アメリカ合衆国   | ローズモント・ホライズン                       |                       |
| 1983年8月2日   | ローズモント         | アメリカ合衆国   | ローズモント・ホライズン                       |                       |
| 1983年8月3日   | ローズモント         | アメリカ合衆国   | ローズモント・ホライズン                       |                       |
| 1983年8月7日   | エドモントン         | カナダ           | コモンウェルス・スタジアム                     |                       |
| 1983年8月9日   | バンクーバー         | カナダ           | BCプレイス・スタジアム                         |                       |
| 1983年8月11日  | タコマ               | アメリカ合衆国   | タコマ・ドーム                                 |                       |
| 1983年8月14日  | イングルウッド       | アメリカ合衆国   | ザ・フォーラム                                 |                       |
| 1983年8月15日  | イングルウッド       | アメリカ合衆国   | ザ・フォーラム                                 |                       |
| 1983年8月17日  | フェニックス         | アメリカ合衆国   | アリゾナ・ベテランズ・メモリアル・コロシアム   |                       |
| 1983年8月19日  | ダラス               | アメリカ合衆国   | リユニオン・アリーナ                           |                       |
| 1983年8月20日  | オースティン         | アメリカ合衆国   | フランク・アーウィン・センター                 |                       |
| 1983年8月21日  | ヒューストン         | アメリカ合衆国   | ザ・サミット                                   |                       |
| 1983年8月24日  | ノーフォーク         | アメリカ合衆国   | ノーフォーク・スコープ                         | 21,370                |
| 1983年8月25日  | ノーフォーク         | アメリカ合衆国   | ノーフォーク・スコープ                         |                       |
| 1983年8月27日  | ランドーバー         | アメリカ合衆国   | キャピタル・センター                           | 29,371                |
| 1983年8月28日  | ランドーバー         | アメリカ合衆国   | キャピタル・センター                           |                       |
| 1983年8月29日  | ハーシー             | アメリカ合衆国   | ハーシーパーク・スタジアム                     | 25,230                |
| 1983年8月31日  | フォックスボロ       | アメリカ合衆国   | サリバン・スタジアム                           | 60,000                |
| 1983年9月3日   | トロント             | カナダ           | エキシビション・スタジアム                     |                       |
| 1983年9月4日   | トロント             | カナダ           | エキシビション・スタジアム                     |                       |
| 1983年9月5日   | バッファロー         | アメリカ合衆国   | バッファロー・メモリアル・オーディトリアム     |                       |
| 1983年9月6日   | シラキュース         | アメリカ合衆国   | キャリアー・ドーム                             |                       |
| 1983年9月9日   | アナハイム           | アメリカ合衆国   | アナハイム・スタジアム                         |                       |
| 1983年9月11日  | バンクーバー         | カナダ           | パシフィック・コロシアム                       |                       |
| 1983年9月12日  | バンクーバー         | カナダ           | パシフィック・コロシアム                       |                       |
| 1983年9月14日  | ウィニペグ           | カナダ           | ウィニペグ・スタジアム                         |                       |
| 1983年9月17日  | オークランド         | アメリカ合衆国   | オークランド・アラメダ・カウンティ・コロシアム | 57,920                |
| アジア         |                      |                  |                                                |                       |
| 1983年10月20日 | 東京                 | 日本             | 日本武道館                                     | 12,000                |
| 1983年10月21日 | 東京                 | 日本             | 日本武道館                                     |                       |
| 1983年10月22日 | 東京                 | 日本             | 日本武道館                                     |                       |
| 1983年10月24日 | 東京                 | 日本             | 日本武道館                                     |                       |
| 1983年10月25日 | 横浜                 | 日本             | 横浜スタジアム                                 |                       |
| 1983年10月26日 | 大阪                 | 日本             | 大阪府立体育会館                               |                       |
| 1983年10月27日 | 大阪                 | 日本             | 大阪府立体育会館                               |                       |
| 1983年10月29日 | 名古屋               | 日本             | 名古屋市国際展示場                             |                       |
| 1983年10月30日 | 吹田                 | 日本             | 万博記念公園                                   |                       |
| 1983年10月31日 | 京都                 | 日本             | 京都府立体育館                                 |                       |
| オセアニア     |                      |                  |                                                |                       |
| 1983年11月4日  | パース               | オーストラリア   | パース・エンターテイメント・センター           |                       |
| 1983年11月5日  | パース               | オーストラリア   | パース・エンターテイメント・センター           |                       |
| 1983年11月6日  | パース               | オーストラリア   | パース・エンターテイメント・センター           |                       |
| 1983年11月9日  | アデレード           | オーストラリア   | アデレード・オーバル                           |                       |
| 1983年11月12日 | メルボルン           | オーストラリア   | VFLパーク                                      |                       |
| 1983年11月16日 | ブリスベン           | オーストラリア   | ラング・パーク                                 |                       |
| 1983年11月19日 | シドニー             | オーストラリア   | シドニー・ショーグラウンド                     |                       |
| 1983年11月20日 | シドニー             | オーストラリア   | シドニー・ショーグラウンド                     | 25,000                |
| 1983年11月24日 | ウェリントン         | ニュージーランド | アスレチック・パーク                           | 50,000                |
| 1983年11月26日 | オークランド         | ニュージーランド | ウエスタン・スプリングス・スタジアム           | 80,000–90,000         |
| アジア         |                      |                  |                                                |                       |
| 1983年12月3日  | シンガポール         | シンガポール     | ナショナルスタジアム                           |                       |
| 1983年12月5日  | バンコク             | タイ             | タイ・アーミー・スポーツ・スタジアム           |                       |
| 1983年12月7日  | 香港                 | 香港             | 香港コロシアム                                 |                       |
| 1983年12月8日  | 香港                 | 香港             | 香港コロシアム                                 |                       |